# James Neal
Pour les articles homonymes, voir Neal.
James Neal (né le 3 septembre 1987 à Whitby, Ontario au Canada) est un joueur professionnel canadien de hockey sur glace.

## Biographie

### Carrière junior
Neal commence sa carrière en jouant avec les Wildcats de Whitby, l'équipe de sa ville natale. En 2003-2004, il commence la saison avec les Eagles de Bowmanville mais joue également neuf rencontres de la saison 2003-2004 avec les Whalers de Plymouth dans la Ligue de hockey de l'Ontario. Il est choisi lors du deuxième tour du repêchage de la Ligue nationale de hockey en 2005 par les Stars de Dallas. Il participe avec l'équipe LHO au Défi ADT Canada-Russie en 2006.
À la fin de la saison 2006-2007, les Whalers sont deuxièmes de la saison, un point derrière les Knights de London, et également premiers de leur division ; qualifiés pour les séries éliminatoires, ils passent tous les tours pour finalement remporter la finale quatre matchs à deux contre les Wolves de Sudbury. Neal est mis en avant en étant sélectionné dans la première équipe d'étoiles de la LHO en tant qu'ailier gauche. Avec vingt-cinq points lors des séries, il est le meilleur pointeur de son équipe.

### Carrière professionnelle

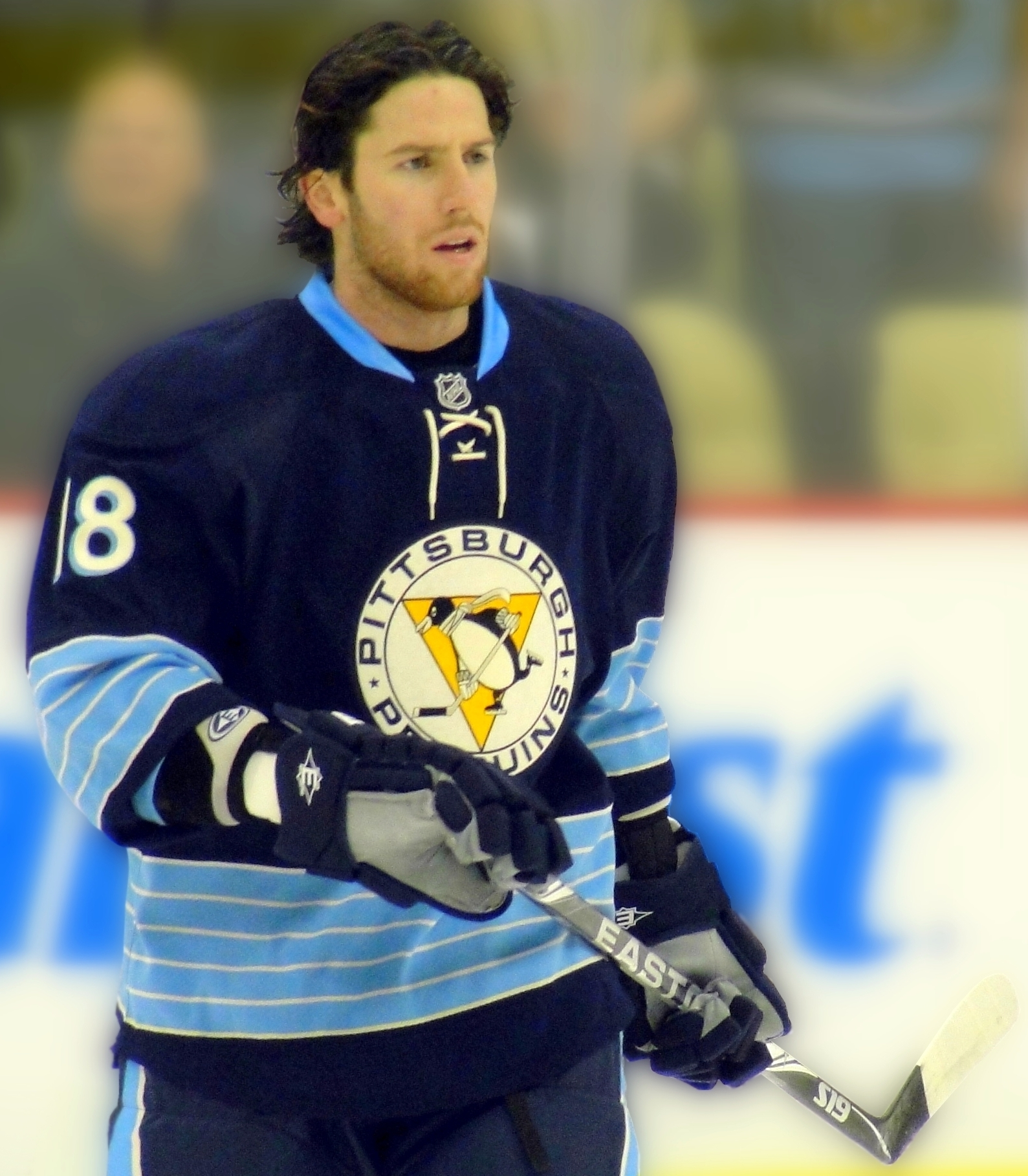
James Neal avec les Penguins de Pittsburgh.

Il fait ses débuts professionnels lors de la saison 2007-2008 avec le club-école du club de Dallas, les Stars de l'Iowa de la Ligue américaine de hockey. Sur le plan international, il représente à deux reprises son pays lors de compétition junior, y remportant une médaille d'or et une d'argent en 2005 et 2007. Le 21 février 2011, il est échangé avec Matt Niskanen aux Penguins de Pittsburgh en retour d'Alex Goligoski,.
Un peu moins d'un an plus tard, le 19 février 2012, il signe une prolongation de contrat de six saisons.
Le 27 juin 2014, il est échangé aux Predators de Nashville contre Patric Hornqvist et Nick Spaling.
James Neal lors de sa deuxième saison à Nashville en 2016, est sélectionné pour son deuxième match des étoiles qui se déroule chez lui à Nashville, il signe également sa deuxième meilleure performance de sa carrière en taux de buts marqués en une saison avec 31 buts (son record est de 40 buts avec les penguins de Pittsburgh). De plus, lors cette même saison 2015-2016, il bat le record des séries éliminatoires des Predators de Nashville en allant jusqu'au deuxième tour, match 7 contre San Jose. Par contre, les Predators s'inclinent aux portes de la finale d'association en perdant 5-0.
Le 21 juin 2017, il est repêché des Predators par les Golden Knights de Vegas lors du repêchage d'expansion de la LNH 2017.

## Statistiques

### Statistiques en club
| Saison     | Équipe                      | Ligue      |     | Saison régulière | Saison régulière | Saison régulière | Saison régulière | Saison régulière |    | Séries éliminatoires | Séries éliminatoires | Séries éliminatoires | Séries éliminatoires | Séries éliminatoires |
| Saison     | Équipe                      | Ligue      | PJ  | B                | A                | Pts              | Pun              | PJ               | B  | A                    | Pts                  | Pun                  |                      |                      |
| 2003-2004  | Eagles de Bowmanville       | OPJHL      | 43  | 28               | 27               | 55               | 54               | -                | -  | -                    | -                    | -                    |                      |                      |
| 2003-2004  | Whalers de Plymouth         | LHO        | 9   | 2                | 4                | 6                | 0                | -                | -  | -                    | -                    | -                    |                      |                      |
| 2004-2005  | Whalers de Plymouth         | LHO        | 67  | 18               | 26               | 44               | 32               | 4                | 1  | 1                    | 2                    | 6                    |                      |                      |
| 2005-2006  | Whalers de Plymouth         | LHO        | 66  | 21               | 37               | 58               | 109              | 13               | 9  | 7                    | 16                   | 33                   |                      |                      |
| 2006-2007  | Whalers de Plymouth         | LHO        | 45  | 27               | 38               | 65               | 94               | 20               | 13 | 12                   | 25                   | 54                   |                      |                      |
| 2007-2008  | Stars de l'Iowa             | LAH        | 62  | 18               | 19               | 37               | 63               | -                | -  | -                    | -                    | -                    |                      |                      |
| 2008-2009  | Moose du Manitoba           | LAH        | 5   | 4                | 1                | 5                | 2                | -                | -  | -                    | -                    | -                    |                      |                      |
| 2008-2009  | Stars de Dallas             | LNH        | 77  | 24               | 13               | 37               | 51               | -                | -  | -                    | -                    | -                    |                      |                      |
| 2009-2010  | Stars de Dallas             | LNH        | 78  | 27               | 28               | 55               | 64               | -                | -  | -                    | -                    | -                    |                      |                      |
| 2010-2011  | Stars de Dallas             | LNH        | 59  | 21               | 18               | 39               | 60               | -                | -  | -                    | -                    | -                    |                      |                      |
| 2010-2011  | Penguins de Pittsburgh      | LNH        | 20  | 1                | 5                | 6                | 6                | 7                | 1  | 1                    | 2                    | 6                    |                      |                      |
| 2011-2012  | Penguins de Pittsburgh      | LNH        | 80  | 40               | 41               | 81               | 87               | 5                | 2  | 4                    | 6                    | 18                   |                      |                      |
| 2012-2013  | Penguins de Pittsburgh      | LNH        | 40  | 21               | 15               | 36               | 26               | 13               | 6  | 4                    | 10                   | 8                    |                      |                      |
| 2013-2014  | Penguins de Pittsburgh      | LNH        | 59  | 27               | 34               | 61               | 55               | 13               | 2  | 2                    | 4                    | 24                   |                      |                      |
| 2014-2015  | Predators de Nashville      | LNH        | 67  | 23               | 14               | 37               | 57               | 6                | 4  | 1                    | 5                    | 8                    |                      |                      |
| 2015-2016  | Predators de Nashville      | LNH        | 82  | 31               | 27               | 58               | 65               | 14               | 4  | 4                    | 8                    | 8                    |                      |                      |
| 2016-2017  | Predators de Nashville      | LNH        | 70  | 23               | 18               | 41               | 35               | 22               | 6  | 3                    | 9                    | 14                   |                      |                      |
| 2017-2018  | Golden Knights de Vegas     | LNH        | 71  | 25               | 19               | 44               | 24               | 20               | 6  | 5                    | 11                   | 12                   |                      |                      |
| 2018-2019  | Flames de Calgary           | LNH        | 63  | 7                | 12               | 19               | 28               | 4                | 0  | 0                    | 0                    | 0                    |                      |                      |
| 2019-2020  | Oilers d'Edmonton           | LNH        | 55  | 19               | 12               | 31               | 12               | 4                | 2  | 1                    | 3                    | 0                    |                      |                      |
| 2020-2021  | Oilers d'Edmonton           | LNH        | 29  | 5                | 5                | 10               | 11               | 2                | 0  | 0                    | 0                    | 0                    |                      |                      |
| 2021-2022  | Blues de Saint-Louis        | LNH        | 19  | 2                | 2                | 4                | 0                | -                | -  | -                    | -                    | -                    |                      |                      |
| 2021-2022  | Thunderbirds de Springfield | LAH        | 28  | 14               | 12               | 26               | 10               | 17               | 4  | 8                    | 12                   | 10                   |                      |                      |
| Totaux LNH | Totaux LNH                  | Totaux LNH | 869 | 296              | 263              | 559              | 581              | 110              | 33 | 25                   | 58                   | 92                   |                      |                      |

### Statistiques en équipe nationale
| Année | Équipe     | Compétition                     |   | PJ | B | A | Pts | Pun               |  | Résultat |
| 2005  | Canada U18 | Championnat du monde junior U18 | 6 | 1  | 1 | 2 | 6   | Médaille d'argent |  |          |
| 2007  | Canada U20 | Championnat du monde junior     | 6 | 0  | 0 | 0 | 8   | Médaille d'or     |  |          |
| 2009  | Canada     | Championnat du monde            | 3 | 1  | 2 | 3 | 2   | Médaille d'argent |  |          |
| 2011  | Canada     | Championnat du monde            | 6 | 2  | 3 | 5 | 10  | 5e place          |  |          |

## Trophées et honneurs personnels

### Ligue de hockey de l'Ontario
- 2006-2007 :
  - première équipe d'étoiles de la LHO
  - Coupe J. Ross Robertson en tant que champion des séries de la LHO avec les Whalers de Plymouth

### Ligue nationale de hockey
- 2008-2009 : participe au Match des jeunes étoiles de la LNH
- 2011-2012 : 
  - sélectionné dans la première équipe d'étoiles
  - participe au 59e Match des étoiles de la LNH (1)
- 2015-2016 : participe au 61e Match des étoiles de la LNH (2)
- 2017-2018 : participe au 63e Match des étoiles de la LNH (3)